# Лејк Рипли (Висконсин)
Лејк Рипли (енгл. Lake Ripley) насељено је место без административног статуса у америчкој савезној држави Висконсин.

## Демографија
По попису из 2010. године број становника је 1.779, што је 176 (11,0%) становника више него 2000. године.
| Група             | 2000.         | 2010.         |
| Белци             | 1.551 (96,8%) | 1.716 (96,5%) |
| Афроамериканци    | 0 (0,0%)      | 11 (0,6%)     |
| Азијати           | 2 (0,1%)      | 10 (0,6%)     |
| Хиспаноамериканци | 34 (2,1%)     | 31 (1,7%)     |
| Укупно            | 1.603         | 1.779         |